# Bore
Bore (Bori o Bòre in dialetto parmigiano, Böri in dialetto piacentino, In-t-i Böre nel dialetto locale) è un comune italiano di 626 abitanti della provincia di Parma situato nella parte nord della valle del Ceno, al confine con la provincia di Piacenza, di cui risente una forte influenza.

## Geografia fisica

### Territorio
Il territorio comunale di Bore coincide praticamente con la valle del Cenedola. Il punto più alto infatti coincide con la sorgente del torrente sul monte Carameto (1319 m s.l.m.), mentre l'altitudine minima è di 264 m s.l.m. e corrisponde allo sbocco del Cenedola in Ceno. Il territorio quindi è interamente montano ed è caratterizzato da un'escursione altimetrica notevole, corrispondente a 1 055 metri.
Il comune di Bore confina a sud con il comune di Bardi, a ovest con i comuni piacentini di Morfasso e Vernasca, a nord con il comune di Pellegrino e ad est con il comune di Varsi e, per un breve tratto, con quello di Varano de' Melegari.

### Clima
Vista la notevole escursione altimetrica, le condizioni climatiche cambiano drasticamente all'interno del territorio comunale. Il clima del capoluogo, posto ad un'altitudine di 832 m s.l.m. è caratterizzato da estati fresche e da inverni rigidi, dove spesso le precipitazioni sono a carattere nevoso. Di seguito si riporta la classificazione climatica e sismica.
- Classificazione climatica: zona F, 3522 GG[6]

Stemma del comune di Bore

- Classificazione sismica: zona 3[7]Stemma del comune di Bore

## Origini del nome
L'origine del nome è incerta: secondo alcuni potrebbe riferirsi a Borea, divinità del vento freddo, richiamata dallo stemma comunale; secondo altri potrebbe invece derivare dal sostantivo proprio Burrius, derivante dal latino.

## Storia
Il territorio di Bore è abitato si dall'epoca romana, quando i centri principali della val Cenedola erano Metti e Pozzolo, come si deduce dalla Tabula alimentaria traianea.
Terra di scontri fra Longobardi e Bizantini nel VI secolo, in seguito prevalsero i primi che proseguirono la conquista fino alla marittima ligure.
Nel IX secolo venne devastata dagli Ungari. A scopi difensivi venne costruita presso la località di Metti una rocca, detta rocca degli Orsi, probabilmente nel luogo dove ora sorge il piccolo nucleo di Orsi.
Nei secoli successivi la vallata fu feudo dei marchesi Pallavicino di Pellegrino prima e degli Sforza-Fogliani poi, sino a che nel 1546 la valle non fu sottoposta all'autorità di un console per ordine del duca di Parma Pier Luigi Farnese.
La nascita del capoluogo comunale è abbastanza recente e dovuta allo "Stradone per Genova" iniziato da Guillaume du Tillot e inaugurato nel tratto che conduce a Bardi il 2 giugno 1773 dal duca Ferdinando di Borbone e dalla moglie Maria Amalia d'Asburgo-Lorena.
Divenuta presto un'importante arteria commerciale per i paesi dell'Appennino a cavallo delle valli del Ceno e dell'Arda, venne ulteriormente potenziata da Maria Luisa d'Asburgo-Lorena che decise di dotare la strada di servizi per i viaggiatori quali case cantoniere e stazioni di sosta per la sostituzione dei cavalli.
Intorno alla casa cantoniera di Bore di Metti, iniziò la costruzione di alcune case creando così un primo insediamento abitativo. Nel 1910 venne dotata di un oratorio dedicato a san Lorenzo, dipendente dalla chiesa di San Leonardo di Metti.
Nel 1919 il territorio della val Cenedola, sino ad allora dipendente da Pellegrino Parmense, venne distaccato ed elevato al rango di comune autonomo con la denominazione di Metti e Pozzolo, già modificata l'anno seguente in Bore di Metti.
Nel 1932 il continuo sviluppo della località di Bore, favorita per la sua posizione strategica dal punto di vista commerciale, convinse le autorità locali a richiedere la modifica del nome del comune da Bore di Metti in Bore; tale modifica venne approvata con decreto regio il 19 maggio dello stesso anno.

### Simboli
Lo stemma comunale è stato concesso con decreto presidenziale il 18 giugno 1962 con la descrizione "Campo di cielo, al monte su terrazzo di verde attraversato in banda da una strada selciata; il cantone sinistro del campo caricato da un aquilone uscente da una nube d’argento: il tutto al naturale". Il termine aquilone starebbe ad indicare il vento di tramontana identificandosi con la divinità Borea.

## Monumenti e luoghi d'interesse

### Architetture religiose

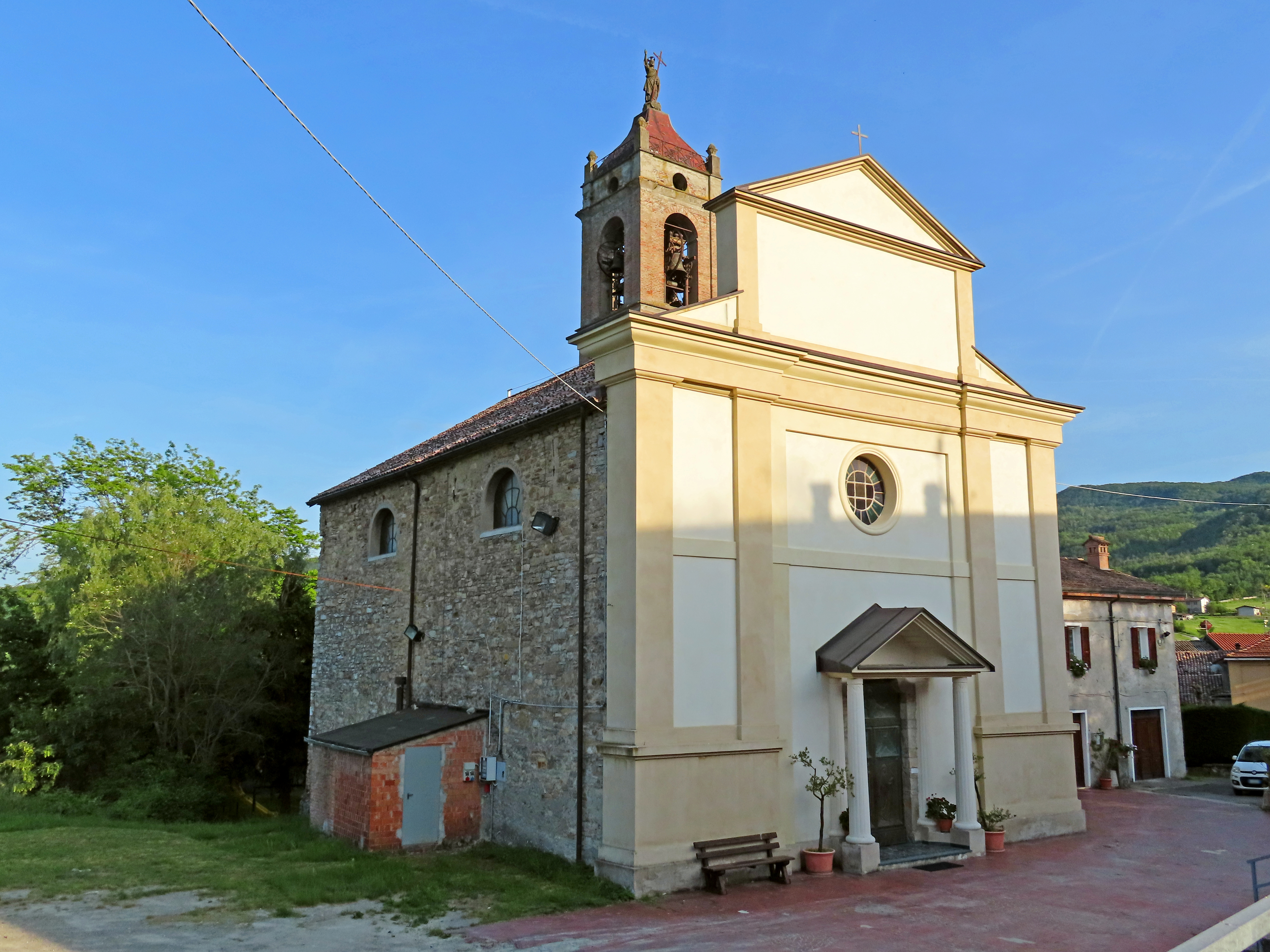
Chiesa di San Leonardo

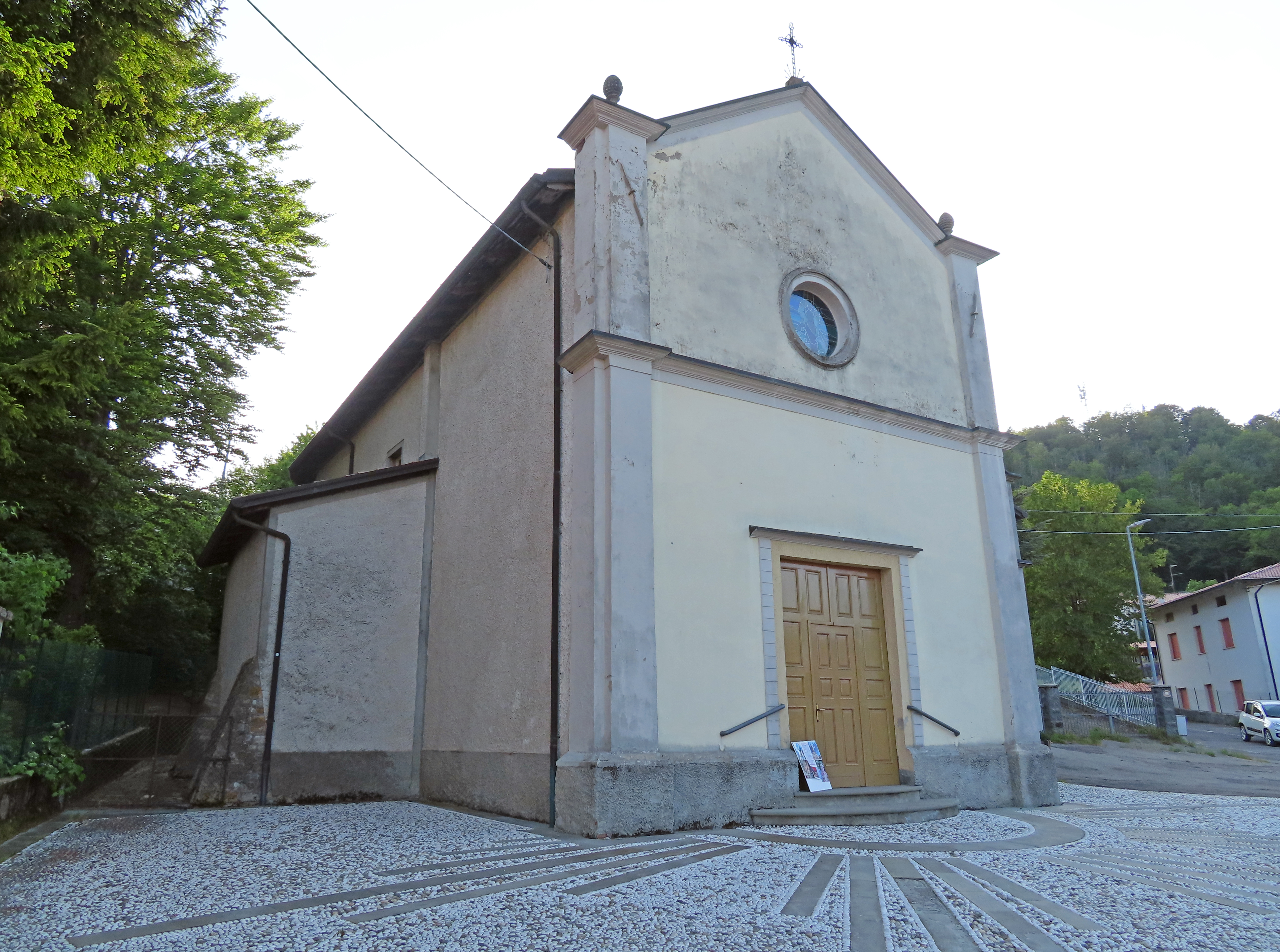
Chiesa di San Lorenzo Martire
Edificata in stile neoclassico nel 1910 quale oratorio dipendente dalla chiesa di San Leonardo di Metti, la chiesa di San Lorenzo Martire divenne sede parrocchiale nel 1952 e fu completata col nuovo campanile nel 1957; interamente intonacata, ospita al suo interno le cappelle del battistero e della beata Vergine di Lourdes, con forma di grotta.
Chiesa di San Leonardo Abate
Costruita originariamente nel XII secolo, la chiesa di Metti, minacciata da frane tra il XVII e il XVIII secolo, fu ricostruita in posizione più sicura tra il 1801 e il 1825, in stile neoclassico; decorata internamente con lesene in finto marmo e con affreschi sulle volte della navata, del presbiterio absidato e delle sei cappelle laterali, conserva alcune opere d'arte.

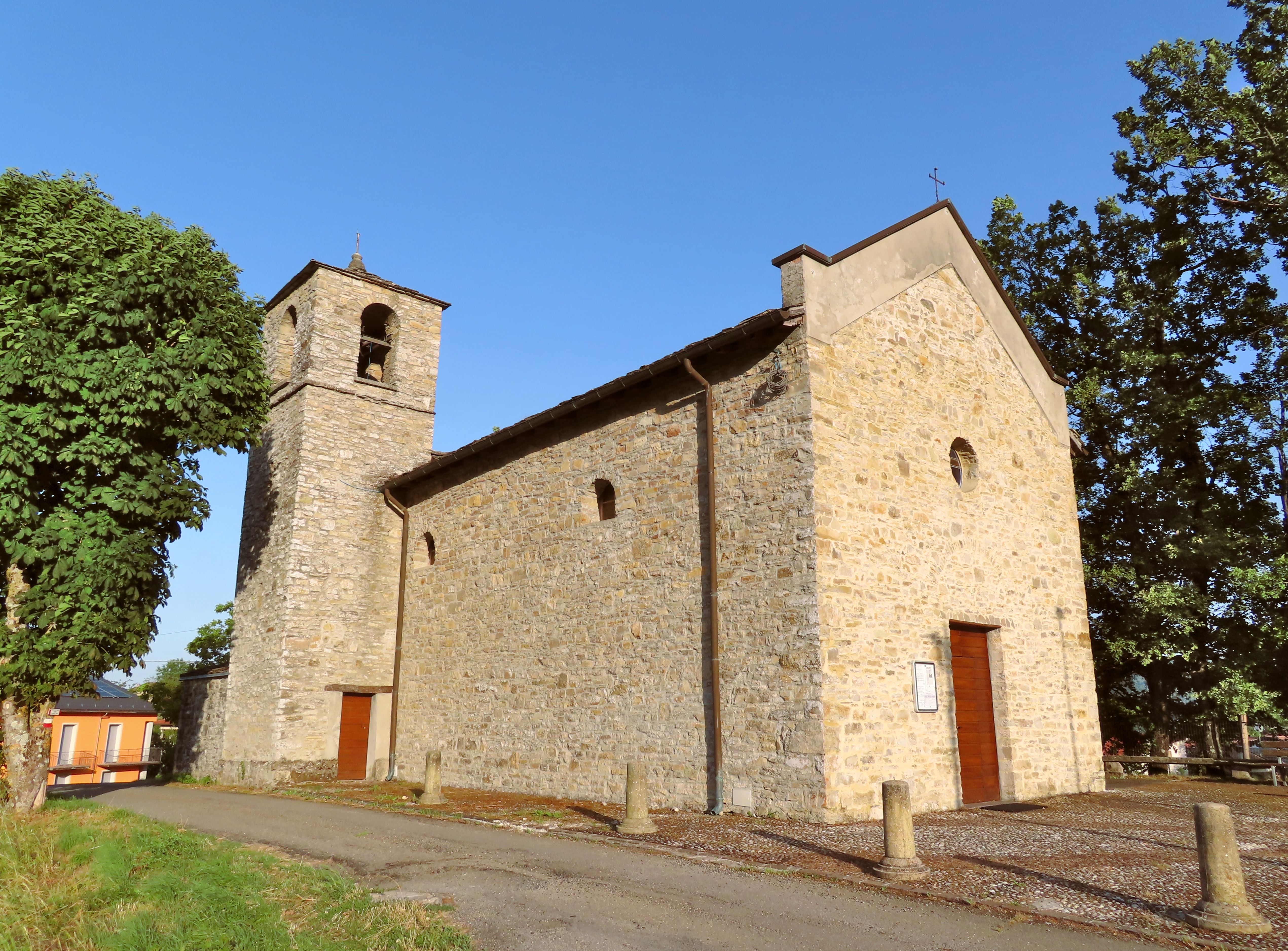
Oratorio di San Rocco
Edificato in stile tardo-romanico probabilmente in seguito alla pestilenza del 1524, l'oratorio cinquecentesco di Pereto di Metti fu successivamente ristrutturato a più riprese e decorato internamente in stile barocco; rivestito esternamente in pietra, all'interno è ornato con dipinti a motivi floreali e religiosi sulla volta a botte lunettata e sulle pareti.

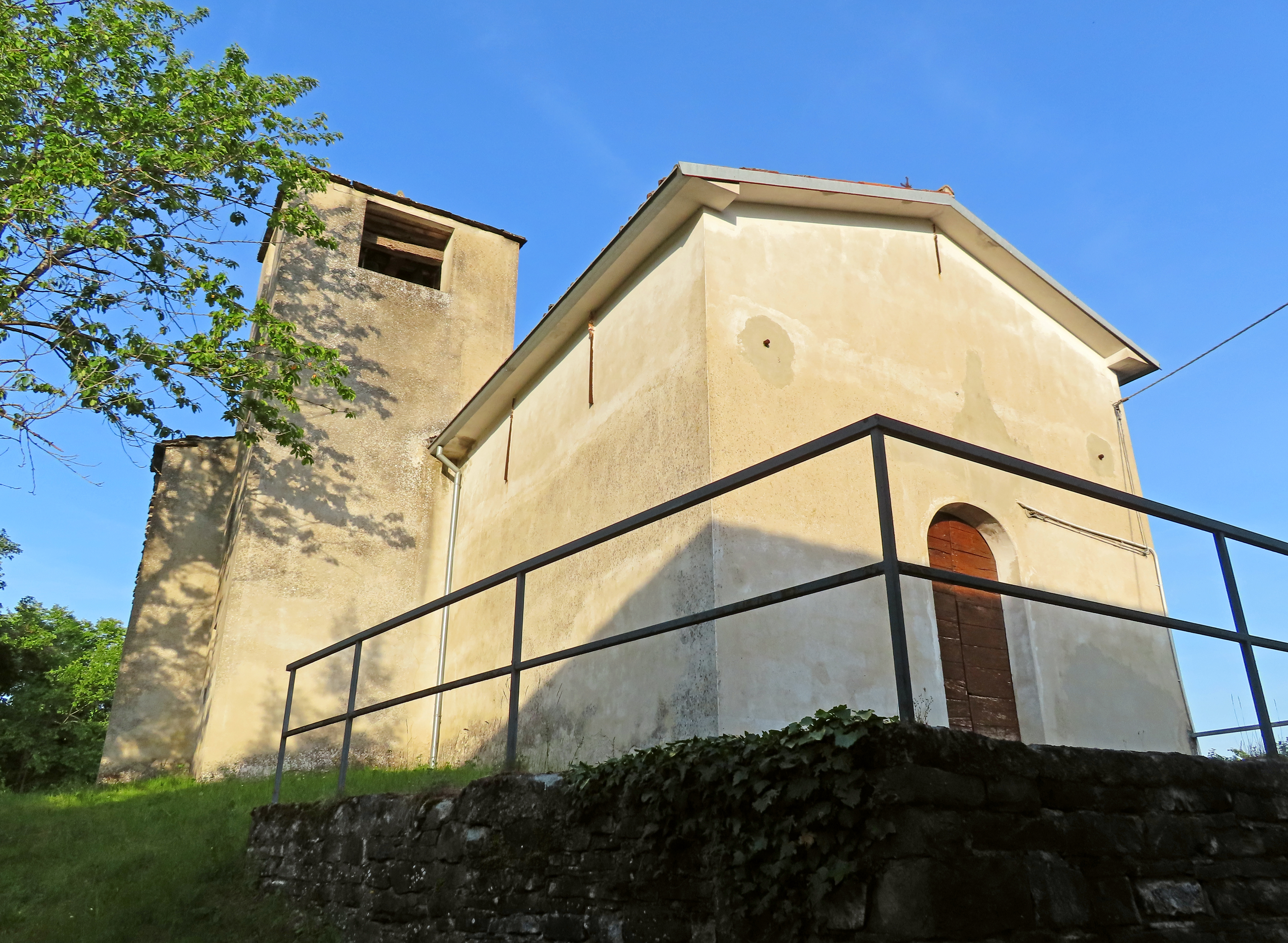
Oratorio di Santa Felicita
Edificato originariamente forse già prima del X secolo accanto alla rocca di Castiglione dei Turchi, l'oratorio romanico, esistente sicuramente nel 1234, fu successivamente restaurato nel 1808 e nel 1930; interamente intonacato, all'interno è ornato con dipinti sulle pareti e sul catino absidale; il luogo di culto conserva una pregevole statua seicentesca in legno policromo raffigurante Santa Felicita con le sette teste dei figli, oltre a un confessionale seicentesco e alcuni quadri.

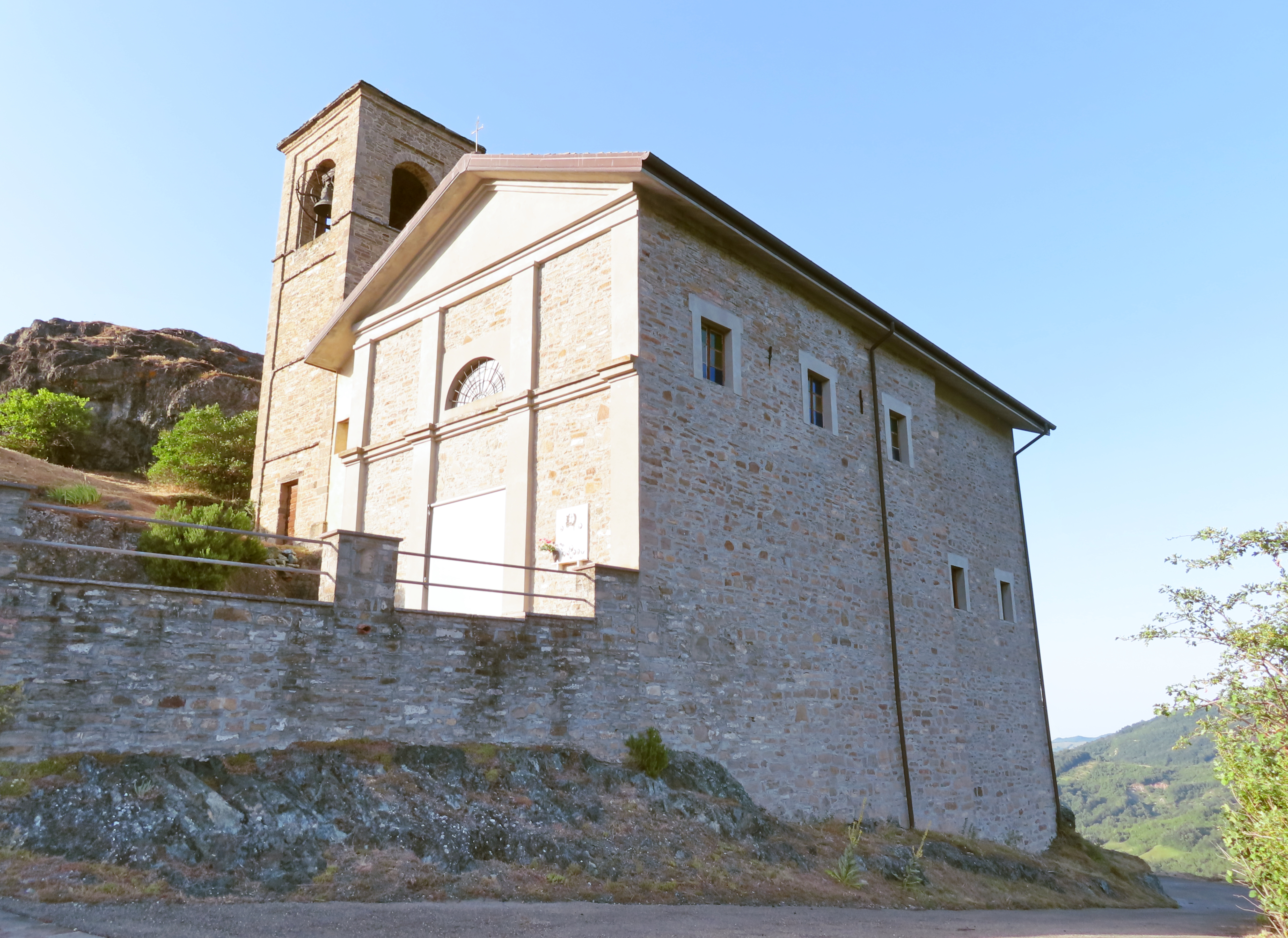
Chiesa di San Maurizio Martire
Menzionata per la prima volta nel X secolo, la chiesa di Pozzolo fu completamente ricostruita tra il 1855 e il 1859 in stile neoclassico, conservando solo alcune porzioni murarie dell'edificio originario; rivestita esternamente in pietra, è intonacata all'interno, ove ospita nelle cappelle laterali le statue della Madonna e del Sacro Cuore; la volta a botte del presbiterio è decorata nel mezzo con un affresco raffigurante la Colomba dello Spirito Santo.

### Architetture civili
Mulino dei Raffi
Ubicato sul Cenedola in prossimità della frazione di Metti è ricordato già nel 1559 in un documento nel quale il feudatario Giulio Sforza Fogliani sanciva i diritti sulla macinatura. L'edificio in pietra è a pianta quadrata e consta di due piani: al piano terra aveva luogo l'attività di macinatura mentre al primo piano vi era l'abitazione del mugnaio nella quale era presente un camino. Gli ingranaggi in legno sono ancora conservati all'interno della struttura mentre la macina è stata collocata all'esterno dell'edificio.
Casa Borella
Ubicata in località Fiori è un'antica corte attorno alla quale sorgono diversi corpi di fabbrica, di interesse un portale a tutto sesto che si affaccia sul cortile. Compreso nel complesso della casa vi è un piccolo oratorio in sasso detto dei Fiori costruito nel 1711 e ristrutturato recentemente. La restante parte della struttura è abbandonata e in rovina.

## Società

### Evoluzione demografica
Abitanti censiti

### Etnie e minoranze straniere
Secondo i dati ISTAT al 31 dicembre 2014 la popolazione straniera residente era di 45 persone, pari al 5,9% della popolazione comunale. Le nazionalità sono complessivamente 12; quelle maggiormente rappresentate in base alla loro percentuale sul totale della popolazione residente erano:
- Moldavia, 15 - 1,96%
- Romania, 8 - 1,04%
- Pakistan, 8 - 1,04%
- India, 4 - 0,52%

## Cultura

### Istruzione
A Bore sono presenti una scuola comunale dell'Infanzia e la scuola statale primaria.

## Geografia antropica

### Urbanistica
Sviluppatosi a partire dalla casa cantoniera presente sulla strada di Genova, il capoluogo si presenta diviso a metà dalla Strada statale 359 di Salsomaggiore e di Bardi che di fatto ne costituisce la via principale, da tale via si dipartono alcune piccole trasversali verso est, mentre in direzione ovest corre una via parallela alla via principale attorno alla quale sono sorti alcuni isolati che giungono a poche decine di metri dal crinale appenninico e dal confine provinciale.

### Frazioni

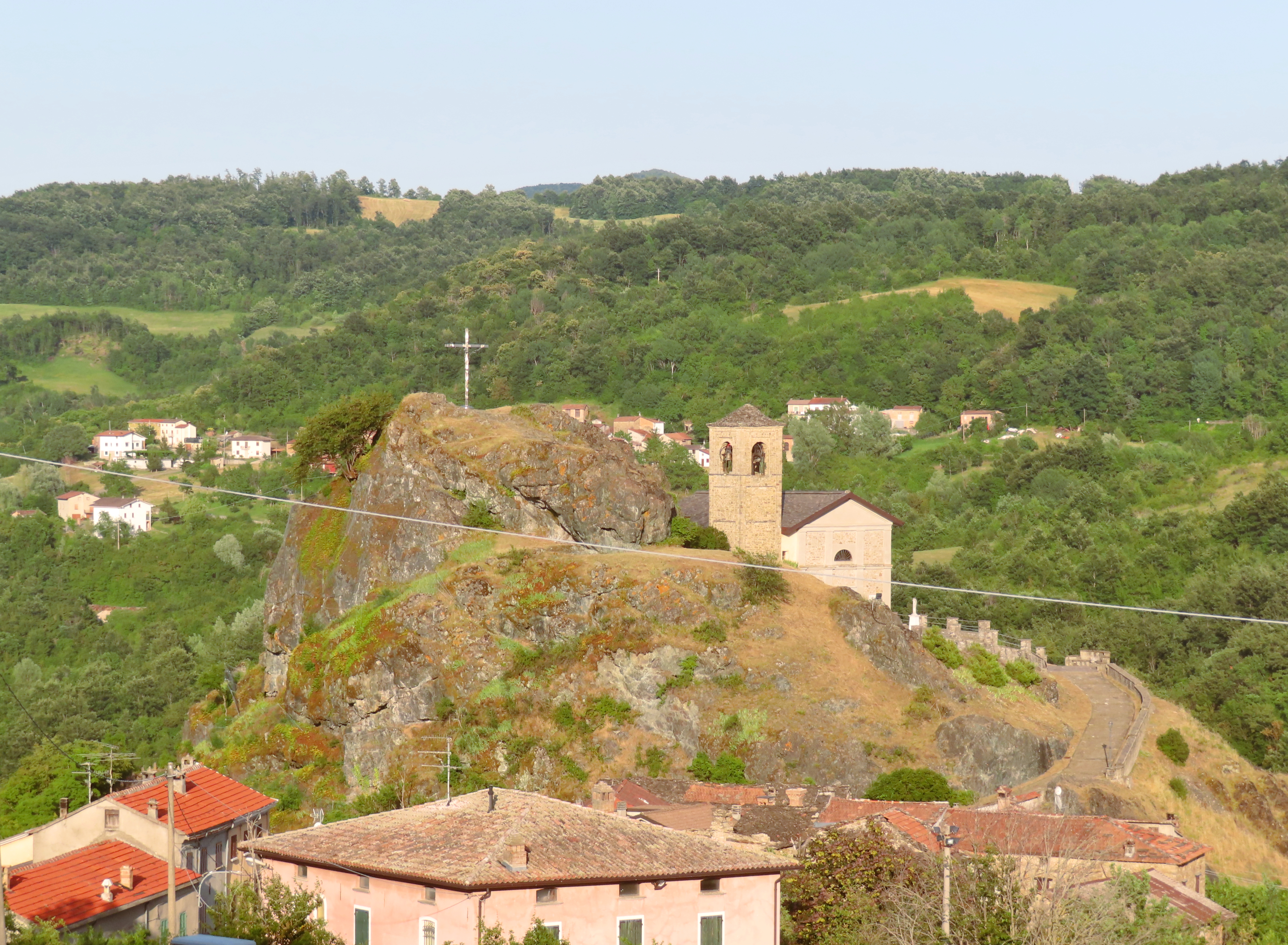
Groppo ofiolitico di Pozzolo con la chiesa di San Maurizio Martire

Le principali frazioni del comune di Bore sono Metti e Pozzolo, storicamente i centri principali del territorio comunale, di interesse anche la località Orsi presso la quale sorgeva la rocca degli Orsi, Rovina, Fiori e Castiglione.

## Economia
Il settore primario riveste un ruolo importante nell'economia del territorio, le coltivazioni principali sono cereali, ortaggi e foraggio, attivo è anche il settore zootecnico con l'allevamento di suini e bovini, mentre l'attività di trasformazione è legata alla filiera lattiero casearia. Esistono anche strutture ricettive che offrono servizi di ristorazione ma anche la possibilità di soggiorno. Per quanto riguarda in settore terziario Bore dispone di una discreta rete di servizi commerciali fra i quali si annoverano i servizi bancari.

## Infrastrutture e trasporti
Bore è attraversata da nord a sud dalla Strada statale 359 di Salsomaggiore e di Bardi ed è collegata alla val Ceno tramite la strada provinciale 69 che conduce a Metti e che scende lungo la val Cenedola. Bore è servita dai mezzi pubblici su ruota con collegamenti verso Bardi, Salsomaggiore e Fidenza. Dista 57 km da Parma e 55 km da Piacenza. I caselli autostradali più vicini sono quelli di Fornovo di Taro (PR) e Fiorenzuola d'Arda (PC), entrambi distanti circa 35 km.

## Amministrazione
Di seguito è presentata una tabella relativa alle amministrazioni che si sono succedute in questo comune.
| Periodo        | Periodo        | Primo cittadino  | Partito                            | Carica  | Note   |
| -------------- | -------------- | ---------------- | ---------------------------------- | ------- | ------ |
| 10 luglio 1985 | 2 giugno 1990  | Mario Bazzinotti | Democrazia Cristiana               | Sindaco | [ 27 ] |
| 2 giugno 1990  | 24 aprile 1995 | Mario Bazzinotti | Democrazia Cristiana               | Sindaco | [ 27 ] |
| 24 aprile 1995 | 14 giugno 1999 | Linda Marazzi    | lista civica                       | Sindaco | [ 27 ] |
| 14 giugno 1999 | 14 giugno 2004 | Linda Marazzi    | lista civica                       | Sindaco | [ 27 ] |
| 14 giugno 2004 | 8 giugno 2009  | Fausto Ralli     | lista civica                       | Sindaco | [ 27 ] |
| 8 giugno 2009  | 25 maggio 2014 | Fausto Ralli     | lista civica                       | Sindaco | [ 27 ] |
| 25 maggio 2014 | 27 maggio 2019 | Fausto Ralli     | lista civica: "Armonia - ambiente" | Sindaco | [ 27 ] |
| 27 maggio 2019 | in carica      | Diego Giusti     | Lega                               | Sindaco | [ 27 ] |

## Sport
A Bore ha sede una polisportiva dilettantistica che promuove diverse attività fra le quali spiccano le gare podistiche. La locale squadra di calcio, legata anch'essa alla polisportiva ha militato in passato nel campionato di terza categoria, attualmente invece è iscritta al campionato amatori.